# Styloctetor tuvinensis
Styloctetor tuvinensis är en spindelart som beskrevs av Yuri M. Marusik och Andrei V. Tanasevitch 1998. Styloctetor tuvinensis ingår i släktet Styloctetor och familjen täckvävarspindlar. Inga underarter finns listade i Catalogue of Life.